# Robbe & Berking Classics
Die Yachtwerft Robbe und Berking Classics wurde im Sommer 2008 von Oliver Berking, dem Inhaber der Robbe & Berking Silbermanufaktur, gegründet. Er wurde dazu durch die Restaurierung der 12mR-Yacht Sphinx inspiriert. Bei Robbe und Berking Classics werden ausschließlich klassische Motor- und Segelyachten aus Holz, nach historischen oder neuen Plänen, auf traditionelle Art oder in moderner Bauweise gebaut und restauriert. Der Hauptsitz des Unternehmens befindet sich am Flensburger Hafen.

## Geschäftsfelder
Neben der Restaurierung und dem Neubau von klassischen Yachten werden neu entworfene Yachten gebaut. Die Werft vermietet Winterliegeplätze in ihren Hallen. Zusammen mit dem Schwesterunternehmen Baum & König ist die Robbe & Berking Classics seit 2011 als Yachtmakler tätig.
Baum und König agiert bereits seit 1984 als Yachtmakler und kümmert sich um die Beschaffung und den Verkauf von Schiffen sowie die Vermittlung von Versicherungen.
Das Unternehmen ist an der Verlegung des seit 2011 erscheinenden Lifestylemagazin GOOSE beteiligt.

## Werftaktivitäten
Seit Gründung wurden einige Yachten restauriert, neu gebaut und neu entworfen. Zu den Projekten zählen die folgenden Yachten.
- Restaurierung der 12mR-Yacht Jenetta, Alfred Mylne Baunummer 395 / 1939
- Baruna, 72'-Yawl, Olin Stephens Baunummer 222 / 1938
- Nini Anker, 12mR-Neubau nach Originalzeichnungen von Johan Anker 1939
- Nirvana, 1939 bei Abeking & Rasmussen gebaut, 1959 verbrannt, Nachbau
- Commuter, 9m von Robbe und Berking
- 50 Fuß-Seekreuzer nach Plänen von Georg Nissen, 2013 geliefert
- Iselin / Apache, 6mR
- Baunummer 1, Mahagoni-Ruderboot, geklinkert, 4,30 m lang
- Sphinx 12mR-Yacht
- Cambria Restaurierung des 135 Fuß Renn-Kutters der „Big-Class“, 2023/2024